# Peliké

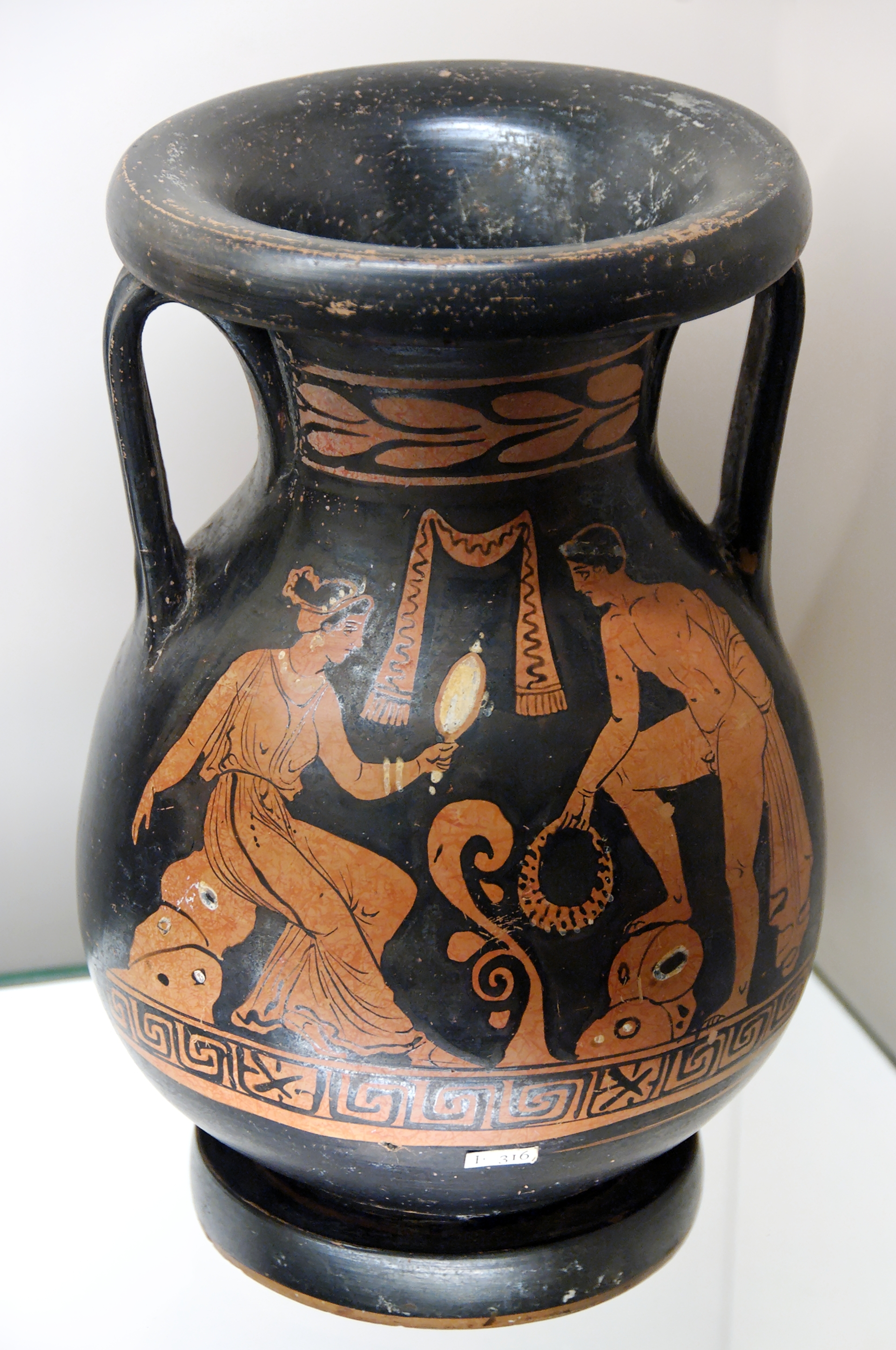
Žena a mladík na apulské červenofigurové peliké, kolem 370 př. n. l.

Peliké (řecky πελίκη) je široká starověká řecká varianta amfory na nízké nožce. Avšak na rozdíl od amfory se její tělo zužuje směrem nahoru. Poprvé se v Řecku objevuje koncem 6. století př. n. l. a je používána až do 4. století př. n. l., kdy dosáhla nejvyšší obliby. Měla dvě vertikální ucha umístěná na krku, který nebyl nijak oddělen od plecí.
Jejich malířská výzdoba většinou obsahuje scény s lidskými postavami.
Samotný výraz Peliké je konvenční a v antické literatuře je běžně popisován pro popis jiných tvarů keramiky (kylix, lekanis…).